# Società Sportiva Juve Stabia 2010-2011
Questa voce raccoglie le informazioni riguardanti la Società Sportiva Juve Stabia nelle competizioni ufficiali della stagione 2010-2011.

## Stagione

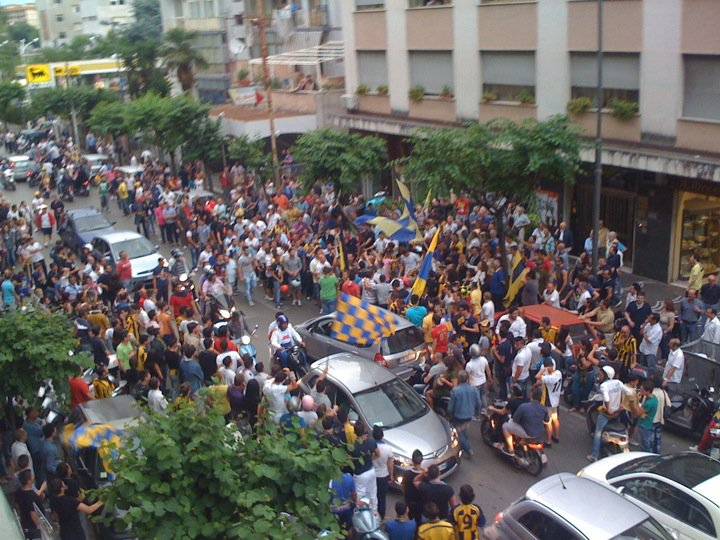
Tifosi stabiesi in festa dopo il pareggio con il Benevento.

Al termine della stagione 2010-2011, una stagione d'oro per la Juve Stabia, allenata da Piero Braglia, precisamente il 27 aprile 2011 vince per la prima volta la Coppa Italia di Lega Pro contro il Carpi vincendo entrambe le finali (1-3) all'andata, (1-0) il ritorno. Dopo un campionato giocato sempre nelle posizioni di vertice e concluso in quarta posizione con 55 punti, partecipa alla semifinale Play-off contro il Benevento, la gara di andata svoltasi a Castellammare di Stabia il 29 maggio 2011 termina con il risultato di (1-0) per i gialloblù, mentre il 5 giugno allo stadio Santa Colomba di Benevento la partita termina con il punteggio di (1-1). Questo risultato permette alla Juve Stabia di arrivare a disputare la finale dei Play-off per salire in Serie B, dove affronta l'Atletico Roma. La partita di andata della finale Play-off, si gioca allo Stadio Romeo Menti davanti a 12.000 tifosi gialloblu, ma non si va oltre il risultato di (0-0). La partita di ritorno, giocata allo stadio Flaminio di Roma il 19 giugno 2011, termina con il risultato di (0-2) a favore dei gialloblu che ottengono la promozione. Così dopo sessant'anni la squadra campana ritorna a giocare nel campionato di Serie B per la stagione calcistica 2011-2012. La Nocerina ha vinto dominando il campionato ottenendo 72 punti e la promozione diretta.

## Divise e sponsor
Lo sponsor tecnico per la stagione 2010-2011 è Flyline, mentre gli sponsor ufficiali sono Italypoker e Marigo Pharma.
| Casa | Trasferta |

## Rosa
In seguito viene riportata la rosa della Juve Stabia nella stagione 2010-11.

## Calciomercato

### Sessione estiva(dall'1/7 al 31/8)
| Acquisti | Acquisti            | Acquisti | Acquisti      |
| R.       | Nome                | da       | Modalità      |
| -------- | ------------------- | -------- | ------------- |
| D        | Adriano Siragusa    | Palermo  | prestito      |
| C        | Guido Davì          | Palermo  | prestito      |
| C        | Salif Dianda        | Verona   | prestito      |
| C        | Marco Valtulina     | Torino   | comprioprietà |
| C        | Francesco Pitarresi | Palermo  | prestito      |
| C        | Leonardo Pavoletti  | Sassuolo | comprioprietà |
| A        | Andrea Raimondi     | Padova   | prestito      |
| A        | Diego Albadoro      | Bari     | prestito      |
| A        | Jerry Mbakogu       | Padova   | prestito      |

| Cessioni | Cessioni      | Cessioni       | Cessioni   |
| R.       | Nome          | a              | Modalità   |
| -------- | ------------- | -------------- | ---------- |
| D        | Michele Iorio | Viribus Unitis | definitivo |

### Sessione invernale(dal 3/1 al 31/1)
| Acquisti | Acquisti             | Acquisti  | Acquisti   |
| R.       | Nome                 | da        | Modalità   |
| -------- | -------------------- | --------- | ---------- |
| P        | Simone Colombi       | Atalanta  | prestito   |
| P        | Alessandro Vono      | Catanzaro | definitivo |
| D        | Gennaro Scognamiglio | Crotone   | definitivo |
| D        | Giuseppe Rizza       | Livorno   | prestito   |
| A        | Nicola Ciotola       | Verona    | prestito   |

| Cessioni | Cessioni             | Cessioni  | Cessioni   |
| R.       | Nome                 | a         | Modalità   |
| -------- | -------------------- | --------- | ---------- |
| P        | Andrea Panico        | Sanremese | definitivo |
| C        | Leonardo Pavoletti   | Casale    | prestito   |
| A        | Mathieu Garcez Gomes | Sanremese | prestito   |

## Risultati

### Lega Pro Prima Divisione

#### Girone di andata
| Arbitro: | Gavillucci (Latina) |

|                            |           |              |
| Maury 43’ (aut.) Fiore 83’ | Marcatori | 63’ Raimondi |

| Arbitro: | Bergher (Treviso) |

|  |           |                               |
|  | Marcatori | 61’ Falcinelli 62’ Giacomelli |

| Arbitro: | Monaco (Tivoli) |

|  |           |                                 |
|  | Marcatori | 20’ (aut.) Tesoriero 51’ Corona |

| Arbitro: | Operato (Isernia) |

|                                                                    |           |  |
| Corona 57’, 70’ (rig.) Albadoro 77’ Raimondi 90+1’ Valtulina 90+3’ | Marcatori |  |

| Arbitro: | De Benedictis (Bari) |

|              |           |            |
| Mosciaro 55’ | Marcatori | 39’ Corona |

| Arbitro: | Ceccarelli (Terni) |

|  |           |                     |
|  | Marcatori | 69’ Sau 75’ Insigne |

| Arbitro: | Mangialardi (Pistoia) |

|               |           |  |
| M. Turchi 13’ | Marcatori |  |

| Arbitro: | Cafari Panico (Ciampino) |

|                  |           |  |
| N. Tarantino 53’ | Marcatori |  |

| Arbitro: | Santonocito (Abbiategrasso) |

|  |           |             |
|  | Marcatori | 65’ Docente |

| Arbitro: | La Penna (Roma) |

|  |           |              |
|  | Marcatori | 61’ Albadoro |

| Arbitro: | Gallo (Barcellona Pozzo di Gotto) |

|                                      |           |                            |
| Mbakogu 10’ Mezavilla 61’ Corona 69’ | Marcatori | 29’ Doudou 41’ M. Esposito |

| Arbitro: | Abbattista (Molfetta) |

|                            |           |                  |
| Imburgia 24’ Borghetti 78’ | Marcatori | 76’ N. Tarantino |

| Arbitro: | Bolano (Livorno) |

|                           |           |                          |
| A. Fabbro 9’ Albadoro 64’ | Marcatori | 45’ M. Negro 51’ Catania |

| Arbitro: | Peretti (Verona) |

|                  |           |  |
| R. Innocenti 73’ | Marcatori |  |

| Arbitro: | Mariani (Aprilia) |

|                                |           |              |
| Dicuonzo 15’ Corona 74’ (rig.) | Marcatori | 74’ E. Citro |

| Taranto 5 dicembre 2010, ore 15:00 UTC+1 16ª giornata | Lucchese          | 0 – 0 | Juve Stabia | Stadio Porta Elisa (2.050 spett.)\| Arbitro: \| Operato (Isernia) \| |
| Arbitro:                                              | Operato (Isernia) |       |             |                                                                      |

| Arbitro: | Barbeno (Brescia) |

|                        |           |             |
| Mbakogu 40’ Corona 88’ | Marcatori | 49’ Pintori |

#### Girone di ritorno
| Arbitro: | Marini (Roma) |

|                            |           |            |
| Albadoro 20’ Mezavilla 55’ | Marcatori | 78’ Essabr |

| Arbitro: | Fabbri (Ravenna) |

|            |           |                  |
| Coresi 31’ | Marcatori | 75’ Scognamiglio |

| Arbitro: | Bergher (Rovigo) |

|             |           |  |
| Mbakugu 32’ | Marcatori |  |

| Arbitro: | Santonocito (Abbiategrasso) |

|                 |           |             |
| F. Spinelli 75’ | Marcatori | 29’ Mbakogu |

| Arbitro: | Bellutti (Trento) |

|                  |           |  |
| Scognamiglio 75’ | Marcatori |  |

| Arbitro: | Aureliano (Foggia) |

|                                                  |           |               |
| Insigne 30’ (rig.), 71’ S. Romagnoli 43’ Sau 56’ | Marcatori | 80’ Mezavilla |

| Arbitro: | Del Giovane (Albano Laziale) |

|                   |           |  |
| Corona 87’ (rig.) | Marcatori |  |

| Arbitro: | Brasi (Seregno) |

|  |           |                               |
|  | Marcatori | 74’ Albadoro 89’ N. Tarantino |

| Gela 13 marzo 2011, ore 15:00 UTC+1 26ª giornata | Gela            | 0 – 0 | Juve Stabia | Stadio Vincenzo Presti (1.060 spett.)\| Arbitro: \| La Penna (Roma) \| |
| Arbitro:                                         | La Penna (Roma) |       |             |                                                                        |

| Arbitro: | Vallesi (Ascoli Piceno) |

|                             |           |             |
| Albadoro 2’, 40’ Corona 65’ | Marcatori | 33’ A. Moro |

| Arbitro: | Di Paolo (Avezzano) |

|                       |           |  |
| D. Ciofani 44’ (rig.) | Marcatori |  |

| Arbitro: | Mariani (Aprilia) |

|                                 |           |  |
| Mezavilla 25’ Corona 44’ (rig.) | Marcatori |  |

| Arbitro: | Tidona (Torino) |

|             |           |                        |
| Catania 50’ | Marcatori | 7’ Albadoro 36’ Corona |

| Arbitro: | Del Giovane (Albano Laziale) |

|  |           |                                |
|  | Marcatori | 4’, 37’ Girardi 57’ Ousmane Sy |

| Arbitro: | Soricaro (Barletta) |

|                          |           |  |
| C. Ciano 6’ Bernardo 56’ | Marcatori |  |

| Arbitro: | Lobina (Cagliari) |

|                                        |           |             |
| Mbakogu 8’, 54’ Cazzola 10’ Corona 48’ | Marcatori | 88’ Carloto |

| Arbitro: | Merlino (Udine) |

|             |           |            |
| Pintori 51’ | Marcatori | 61’ Corona |

### Play-off
| Arbitro: | Gavillucci (Latina) |

|              |           |  |
| Molinari 15’ | Marcatori |  |

| Arbitro: | Di Bello (Brindisi) |

|            |           |                  |
| Evacuo 20’ | Marcatori | 57’ N. Tarantino |

| Castellammare di Stabia 12 giugno 2011, ore 16:00 UTC+1 Finale - Andata | Juve Stabia         | 0 – 0 | Atletico Roma | Stadio Romeo Menti (6.465 spett.)\| Arbitro: \| Di Paolo (Avezzano) \| |
| Arbitro:                                                                | Di Paolo (Avezzano) |       |               |                                                                        |

| Arbitro: | Irrati (Pistoia) |

|  |           |                            |
|  | Marcatori | 45'+2’ Molinari 90’ Corona |

### Coppa Italia
| Arbitro: | Ceccarelli (Terni) |

|                              |           |                  |
| Scappini 50’ L. Rossetti 68’ | Marcatori | 18’ N. Tarantino |

### Coppa Italia Lega Pro
| Arbitro: | De Benedictis (Bari) |

|               |           |  |
| Mezavilla 88’ | Marcatori |  |

| Arbitro: | Adducci (Paola) |

|                                           |                      |                               |
| N. Tarantino 36’ Scognamiglio 112’        | Marcatori            | 67’ Nic. Russo 109’ Antonazzo |
| N. Tarantino Sconamiglio Dianda Mezavilla | Tiri di rigore 4 – 2 | Berg Crovetto M. Gori Taulo   |

#### Terzo turno Girone D
| Arbitro: | Monaco (Tivoli) |

|             |           |               |
| Cortese 54’ | Marcatori | 11’ Valtulina |

| Arbitro: | Roca (Foggia) |

|                                                      |           |                |
| N. Tarantino 35’, 47’ (rig.) Marano 74’ Raimondi 78’ | Marcatori | 6’, 48’ Essabr |

### Semifinale
| Arbitro: | Saia (Palermo) |

|                            |           |  |
| Maury 16’ N. Tarantino 21’ | Marcatori |  |

| Arbitro: | De Faveri (San Donà di Piave) |

|           |           |            |
| Obodo 27’ | Marcatori | 49’ Corona |

### Finale
| Arbitro: | Di Bello (Brindisi) |

|            |           |                            |
| Bigoni 27’ | Marcatori | 6’, 74’ Mbakogu 25’ Corona |

| Arbitro: | Irrati (Pistoia) |

|               |           |  |
| Mezavilla 12’ | Marcatori |  |

## Statistiche

### Statistiche di squadra
| Competizione             | Punti | In casa | In casa | In casa | In casa | In casa | In casa | In trasferta | In trasferta | In trasferta | In trasferta | In trasferta | In trasferta | Totale | Totale | Totale | Totale | Totale | Totale | DR  |
| Competizione             | Punti | G       | V       | N       | P       | Gf      | Gs      | G            | V            | N            | P            | Gf           | Gs           | G      | V      | N      | P      | Gf     | Gs     | DR  |
| ------------------------ | ----- | ------- | ------- | ------- | ------- | ------- | ------- | ------------ | ------------ | ------------ | ------------ | ------------ | ------------ | ------ | ------ | ------ | ------ | ------ | ------ | --- |
| Lega Pro Prima Divisione | 55    | 17      | 12      | 1       | 4       | 29      | 18      | 17           | 4            | 6            | 7            | 14           | 17           | 34     | 16     | 7      | 11     | 43     | 35     | +8  |
| Play-off                 | -     | 2       | 1       | 1       | 0       | 1       | 0       | 2            | 1            | 1            | 0            | 3            | 1            | 4      | 2      | 2      | 0      | 4      | 1      | +3  |
| Coppa Italia Lega Pro    | 4     | 5       | 4       | 1       | 0       | 10      | 4       | 3            | 1            | 2            | 0            | 5            | 3            | 8      | 5      | 3      | 0      | 15     | 7      | +8  |
| Totale                   | 59    | 24      | 17      | 3       | 4       | 40      | 22      | 22           | 6            | 9            | 7            | 22           | 21           | 46     | 23     | 12     | 11     | 62     | 43     | +19 |